# ブリュッセル自由大学 (フランス語)
ブリュッセル自由大学（ブリュッセルじゆうだいがく、フランス語: Université Libre de Bruxelles、略称 ULB）は、ベルギー・ブリュッセルにある私立の研究大学である。
ブリュッセル自由大学は、1834年にベルギーの弁護士、Pierre-ThéodoreVerhaegenによって設立され、1970年にフランス語を使用するUniversité Libre de Bruxelles(ULB)とオランダ語を使用するVrije Universiteit Brussel(VUB)に分裂した。どちらも「ブリュッセル自由大学」(Free University of Brussels)を意味する名前であり、英語に翻訳するとどちらを指しているのかわからなくなるため、英語名称は通常用いられない。
ヨーロッパと世界に開放されている主要な研究センターには約24,200人の学生が在籍しており、その33%は国外出身であり、教員も国際色豊かである。2018年、ULBはタイムズ・ハイアー・エデュケーションで世界175位、世界大学学術ランキング(AWRU)で世界151位にランクされた。